# ولکانو (کالیفرنیا)
ولکانو (به انگلیسی: Volcano) یک منطقهٔ مسکونی در ایالات متحده آمریکا است که در شهرستان آمادور، کالیفرنیا واقع شده‌است. ولکانو ۳٫۸۸۷ کیلومتر مربع مساحت و ۱۱۵ نفر جمعیت دارد و ۶۳۱ متر بالاتر از سطح دریا واقع شده‌است.